# Thomas Mørk
Thomas Mørk, född 28 september 1962 i Köpenhamn i Danmark, är en dansk skådespelare.

## Filmografi (urval)
- 1993 – Hjälp, min dotter vill gifta sig!
- 2000 – Prop och Berta
- 2003 – Hannah med H
- 2004 – Krönikan